# Canton de Bracieux
Le canton de Bracieux est un ancien canton français situé dans le département de Loir-et-Cher et la région Centre.

## Géographie
Ce canton était organisé autour de Bracieux dans l'arrondissement de Blois. Son altitude variait de 72 m (Chambord) à 129 m (Chambord) pour une altitude moyenne de 90 m.

## Représentation

### Conseillers d'arrondissement (de 1833 à 1940)
| Période                                  | Période          | Identité                                                          | Étiquette   | Qualité |
| ---------------------------------------- | ---------------- | ----------------------------------------------------------------- | ----------- | --- |
| 1833                                     | 1836             | Charles Jacques Bagieu (1770-1852)                                |             | Propriétaire à Huisseau-sur-Cosson                                                                          |
| 1836                                     | 1848             | Louis Auguste de Johanne de Lacarre, Comte de Saumery (1798-1860) |             | Propriétaire, maire de Huisseau-sur-Cosson                                                                  |
| 1848                                     | 1867             | Louis Garrier                                                     |             | Propriétaire à Blois, ancien maire de Bracieux                                                              |
| 1867                                     | 1871             | Louis Morisson de La Bassetière (1816-1876)                       |             | Propriétaire à Huisseau-sur-Cosson                                                                          |
| 1871                                     | 1887 (décès)     | Louis Désiré Thierry (1816-1887)                                  |             | Propriétaire, maire de Mont-près-Chambord                                                                   |
| 1887                                     | 1893 (démission) | Louis Denis (père)                                                | Républicain | Agriculteur Maire de Fontaines-en-Sologne                                                                   |
| nov.1893                                 | Fév.1913 (décès) | Sylvain Villedieu (1846-1913)                                     | Radical     | Cultivateur à Aulnay, commune de Mer, maire de Crouy-sur-Cosson, Président du Conseil d'arrondissement      |
| 13 avr.1913                              | 1940             | Valentin Racault (1886-1958)                                      | Radical     | Maire de Maslives                                                                                           |
| 1940                                     |                  |                                                                   |             | Les conseils d'arrondissement ont été suspendus par la loi du 12 octobre 1940 et n'ont jamais été réactivés |
| Les données manquantes sont à compléter. |                  |                                                                   |             | |

### Conseillers généraux de 1833 à 2015
| Période | Période      | Identité                                         | Étiquette    | Qualité |
| ------- | ------------ | ------------------------------------------------ | ------------ | --- |
| 1833    | 1848         | Louis Bergevin                                   |              | Avocat Conseiller municipal de Blois (1834-1848 et 1860-1865) Député (1845-1848) |
| 1848    | 1848         | Jules comte de Pradel de Chardebœuf              |              | Propriétaire rentier Premier chambellan de Louis XVIII Maître de la garde-robe Directeur général au département de la Maison du Roi Ministre d'Etat de la Maison du roi Charles X Membre du Conseil privé |
| 1848    | 1860 (décès) | Louis, Marquis de Johanne de La Carre de Saumery |              | Militaire Maire de Huisseau-sur-Cosson (1840-1860), conseiller d'arrondissement |
| 1861    | 1870         | Louis Bergevin                                   |              | Avocat puis Président du Tribunal civil de Blois Conseiller municipal de Saint-Gervais-la-Forêt (1852-1860) Conseiller municipal de Blois (1860-1865) Député (1845-1848)                                  |
| 1871    | 1893 (décès) | Eugène Deniau                                    | Républicain  | Négociant en viticulture Maire de Saint-Claude-de-Diray (1871-1881) Député (1879-1888) |
| 1893    | 1917 (décès) | Louis Denis (père)                               | Républicain  | Agriculteur Maire de Fontaines-en-Sologne (1876-1917), conseiller d'arrondissement |
| 1917    | 1919         | siège vacant                                     |              | |
| 1919    | 1940         | Louis Denis (fils)                               | Rad.         | Propriétaire-agriculteur Maire de Fontaines-en-Sologne (1919-1942) |
|         |              |                                                  |              | |
| 1945    | 1955         | Francis Cortambert                               | SFIO         | Vétérinaire Maire de Bracieux (1945-1947) |
| 1955    | 1973         | Jean Denis                                       | Rad.         | Propriétaire-exploitant Maire de Fontaines-en-Sologne (1945-1971) Président du Conseil Général (Avril à septembre 1973)                                                                                   |
| 1973    | 1979         | Robert Ziller                                    | UDR puis RPR | Directeur de pépinières Maire de Crouy-sur-Cosson (1965-1995) |
| 1979    | 1998         | Michel Lhommédé                                  | PCF puis DVG | Instituteur Maire de Mont-près-Chambord (1977-1995) |
| 1998    | 2015         | Gilles Clément                                   | DVG          | Directeur d'agence de protection de l'environnement Maire de Mont-près-Chambord depuis 1995 Président de la Communauté de communes du Pays de Chambord Elu en 2015 dans le Canton de Chambord             |

## Composition
Le canton de Bracieux, d'une superficie de 349 km², était composé de treize communes.
| Nom                  | Code Insee | Intercommunalité       | Superficie (km2) | Population (dernière pop. légale) | Densité (hab./km2) |
| -------------------- | ---------- | ---------------------- | ---------------- | --------------------------------- | ------------------ |
| Bauzy                | 41013      | CC du Grand Chambord   | 24,70            | 283 (2014)                        | 11                 |
| Bracieux             | 41025      | CC du Grand Chambord   | 2,95             | 1 281 (2014)                      | 434                |
| Chambord             | 41034      | CC du Grand Chambord   | 54,38            | 113 (2014)                        | 2,1                |
| Crouy-sur-Cosson     | 41071      | CC du Grand Chambord   | 28,37            | 516 (2014)                        | 18                 |
| Fontaines-en-Sologne | 41086      | CC du Grand Chambord   | 46,25            | 632 (2014)                        | 14                 |
| Huisseau-sur-Cosson  | 41104      | CC du Grand Chambord   | 22,79            | 2 279 (2014)                      | 100                |
| Maslives             | 41129      | CC du Grand Chambord   | 7,35             | 729 (2014)                        | 99                 |
| Mont-près-Chambord   | 41150      | CC du Grand Chambord   | 28,51            | 3 216 (2014)                      | 113                |
| Muides-sur-Loire     | 41155      | CC Beauce Val de Loire | 9,15             | 1 330 (2014)                      | 145                |
| Neuvy                | 41160      | CC du Grand Chambord   | 31,28            | 315 (2014)                        | 10                 |
| Saint-Dyé-sur-Loire  | 41207      | CC du Grand Chambord   | 5,51             | 1 134 (2014)                      | 206                |
| Saint-Laurent-Nouan  | 41220      | CC du Grand Chambord   | 60,98            | 4 305 (2014)                      | 71                 |
| Tour-en-Sologne      | 41262      | CC du Grand Chambord   | 26,34            | 1 084 (2014)                      | 41                 |

## Démographie

### Évolution démographique
| 1962  | 1968  | 1975   | 1982   | 1990   | 1999   | 2006   | 2011   | 2012   |
| ----- | ----- | ------ | ------ | ------ | ------ | ------ | ------ | ------ |
| 8 567 | 9 796 | 10 079 | 12 940 | 14 274 | 15 071 | 16 325 | 16 993 | 17 131 |

### Âge de la population
La pyramide des âges, à savoir la répartition par sexe et âge de la population, du canton de Bracieux en 2009 ainsi que, comparativement, celle du département de Loir-et-Cher la même année sont représentées avec les graphiques ci-dessous.
La population du canton comporte 49 % d'hommes et 51 % de femmes. Elle présente en 2009 une structure par grands groupes d'âge similaire à celle de la France métropolitaine. 
Il existe en effet 104 jeunes de moins de 20 ans pour cent personnes de plus de 60 ans, alors que pour la France l'indice de jeunesse, qui est égal à la division de la part des moins de 20 ans par la part des plus de 60 ans, est de 1,06. L'indice de jeunesse du canton est par contre supérieur à celui  du département (0,83) et à celui de la région (0,95).
| Hommes | Classe d’âge | Femmes |
| ------ | ------------ | ------ |
| 0,6    | 90 ans ou +  | 1,6    |
| 6,8    | 75 à 89 ans  | 9,3    |
| 14,4   | 60 à 74 ans  | 14,4   |
| 22,4   | 45 à 59 ans  | 21,4   |
| 21,1   | 30 à 44 ans  | 21,0   |
| 15,3   | 15 à 29 ans  | 13,7   |
| 19,4   | 0 à 14 ans   | 18,6   |

| Hommes | Classe d’âge | Femmes |
| ------ | ------------ | ------ |
| 0,5    | 90 ans ou +  | 1,5    |
| 8,8    | 75 à 89 ans  | 12,1   |
| 15,4   | 60 à 74 ans  | 16,1   |
| 21,2   | 45 à 59 ans  | 20,5   |
| 19,6   | 30 à 44 ans  | 18,7   |
| 15,9   | 15 à 29 ans  | 14,3   |
| 18,6   | 0 à 14 ans   | 16,8   |